# Георг Лістінг
Георг Мо́ртіц Га́ген Лі́стінг (нім. Georg Mortiz Hagen Listing, нар. 31 березня 1987 року в місті Галле) — басист гурту Tokio Hotel.
Одинак. У віці шести років почав навчатися грати на бас-гітарі. У 2001 разом із Густавом Шефером долучився до Тома та Білла Кауліців. З Густавом він познайомився ще в музичній школі, а Тома і Білла зустрів у клубі, де ті виступали.

## Нагороди
- Bambi 2005
- Comet 2005
- Echo 2006
- Eins Live Krone
- Sold-Out Award König Pilsener Arena
- Steiger Award 2006
- Bravo Otto 2006
- Bild Osgar 2006
- Goldene Stimmgabel 2006
- WMA 2006
- Bambi 2006
- Comet 2006
- Bambi 2007
- Comet 2007
- EMA 2007
- Goldene Kamera 2007
- EMA 2008
- VMA 2008

|  | Це незавершена стаття про музиканта або музикантку. Ви можете допомогти проєкту, виправивши або дописавши її. |

також Георг Лістінг після школи з його групою (Tokio hotel) ішли за гаражі та репетирували їхні пісні